# 牛下水 (广州市)
牛下水是中国广东省广州市从化区的一个自然村。在太平镇东面约12千米，属红石村管辖。清朝建村。1998年时，全村人口135人。